# Ломисоба

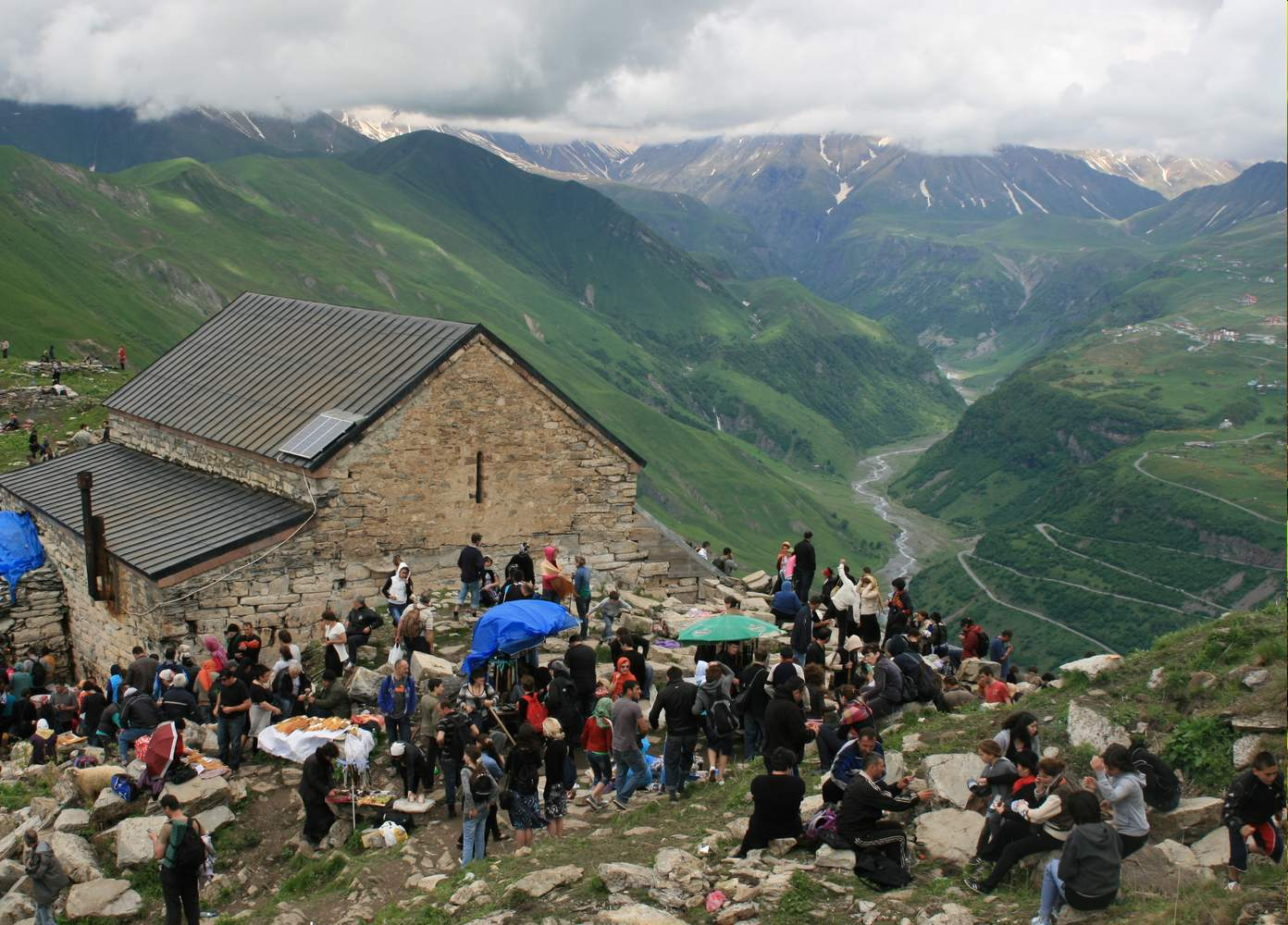

Ломисоба — древний грузинский горский народный праздник, отмечаемый раз в год в Грузии (монастырь Ломиси над долиной реки Арагви около Гудаури) и российской Северной Осетии (Балта).

## Праздник в Грузии
Имеет раннехристианское происхождение. В Грузии праздник сопровождается массовым ночным шествием паломников к монастырю. Наутро во время литургии собравшиеся приносят в жертву (в основном под горой) большое количество животных — баранов и кур. Пьют вино. Крестьяне просят высшие силы о плодородии, слепые о прозрении, бездетные о рождении детей, больные — об исцелении.
Храм находится на межгосударственной границе. При массовых восхождениях к нему паломники регулярно травмируются на пересечённой местности, поэтому на горе организуются дежурства грузинских спасателей. Погода в ночь перед праздником часто бывает скверной, а некоторые паломники, чтобы усилить свой настрой на подвиг, идут в гору без обуви или пытаются затащить наверх тяжёлые брёвна либо жертвенных животных.

## Легенда
Праздник посвящён легендарному событию, во время которого названный в честь льва бык Лома с привязанной к рогам иконой Святого Георгия вывел из плена домой в Мтиулетию 7000 мтиульцев.

## Критика
«Зелёные» активисты протестуют против жертвоприношения, являющегося частью праздника.

## В Балте
В североосетинской Балте Ломисоба также многолюдно отмечается. На двух языках читается молитва, на столах — мясо жертвенных животных и традиционные осетинские три пирога.